# Dino MC 47
Тиму́р Влади́мирович Кузьмины́х (род. 9 февраля 1982, Москва, СССР), более известный как Dino MC 47 — российский рэп-исполнитель. Бывший участник рэп-объединения «Дремучие» (1997—1998), рэп-групп Big Black Boots (1999—2001) и VIP77 (2002—2004). В 2008 году начал сольную карьеру. Является соучредителем благотворительного фонда «Крылья твоей души».

## Биография
Тимур Кузьминых родился 9 февраля 1982 года в Москве в семье советского офицера. Через некоторое время переехал в Восточную Германию. После вывода войск из ГДР семья вернулась в СССР. Прозвище «Динамит» получил ещё в школе. В 14 лет увлёкся хип-хопом. В 1996 году записал первый сольный трек «Задумайтесь люди», который вошёл в компиляцию «Рэп архив II». В 1997 году записал трек «Право на выбор», который увидел свет в сборниках «Трэпанация Ч-Рэпа 5», Hip-Hop Master и «Дремучие: 183 дня».
В октябре 1999 года Динамит стал третьим участником рэп-группы Big Black Boots. Лидер коллектива, G Wylx, назвал его «перспективным исполнителем, умеющим самостоятельно мыслить». Первым совместным детищем Джи Вилкса и Динамита стала композиция «Новая музыка». В 2000 году в коллектив был приглашён командный диджей — DJ Slon. С ним был записан альбом «Новая музыка» (2001), успех которому принёс видеоклип на композицию «Моя улица» (при участии Теоны Контридзе).
В сентябре 2001 года Динамит покинул группу из-за разногласий с Джи Вилксом. В интервью для журнала «RAPпресс» Джи Вилкс сообщил о том, что разногласия начались во время записи песни «Ты тоже хочешь». Динамит не смог хорошо записать свой куплет, поэтому было решено, что его в песне не будет. Несмотря на это Динамит согласился сняться в видеоклипе на эту песню, но за пять минут до начала съёмок он отказался от съёмок. В свою очередь Динамит заявил, что ушёл из группы по собственной воле, устав от творческих и финансовых разногласий, а также от доминирующего поведения своего коллеги:
В последнее время Джи сильно заболел звёздной болезнью и считает, что он самый крутой МС в России. По этой причине он отказывался от гастролей, которых и так почти не было, концертов и прочих мероприятий, обосновывая это тем, что там, мол, не наша публика. Мне это вконец надоело, и сейчас я работаю над сольным альбомом.
В мае вышел трек «Никто не забыт», посвящённый 65-й годовщине великой победы.
Примечательно, что треки, выпущенные в 2010 году, не вошли ни в один альбом исполнителя.
Композиции «Бей сильнее», «Спасибо родная», «Уходи» в марте 2014 года вышли на четвёртом сольном альбоме «2014».
«Этот год для меня особенный, так как я скоро стану отцом. 2014 это год рождения моего сына, отсюда и название альбома» — пояснил артист.
14 июля 2014 года Dino MC 47 совместно с певцом EDGARом выпустил видеоклип на песню «Сожжены мосты».
19 июля 2014 года у Дино родился сын Тамерлан.
В апреле 2016 года Кузьминых представил своё злое «альтер эго» — «Сомали в снегу». В рамках данного проекта был выпущен альбом «Гримуар».

## Личная жизнь
- Жена — Марина Кузьминых, более известна как Мишаня Мишина, женаты с 5 сентября 2012 года.
- Сын — Тамерлан (род. 19.07.2014)

## Дискография
- Вне номинаций (2008)
- Нефть (2009)
- Гражданин Р. (2011)
- Среда обитания (2012)
- 2014 (2014)
- Гримуар (2016), под псевдонимом Сомали в снегу
- Zebra (2018)

## Фильмография
| Год  | Фильм                       | Роль               |
| ---- | --------------------------- | ------------------ |
| 2008 | Преступление будет раскрыто | Добрыня Гостинцев  |
| 2010 | Любовь в большом городе 2   | Эпизодическая роль |

## Клипы
- «Принцесса Анастасия» (в составе Vip77)
- «Смотри» (ft. Виктория Босс)
- «Легенда»
- «Нам говорят»
- «Сделай шаг» (ft. Иракли, Лера Кондра)[10]
- «Клуб. Пусть будет шоу» (ft. Настя Задорожная)
- «Москва — город Грозный»
- «Кандагар»
- «Хочу в жаркие страны» (ft. Рома Пан, Звонкий, Аделина Шарипова)
- «Перемен» (ft Виктор Цой (Кино))
- «Гражданин Р»
- «Жара»
- «Главное верить»
- «Моя улица» (в составе Big Black Boots)
- «Ты больше не моя» (ft. David)
- «Большой дом» (ft. Grey & Мария Скобелева)
- «Всё когда-то остаётся в прошлом»
- «Мы Продолжаем Rock&Roll» (ft. ST & Dj Kid)
- «Среда обитания»
- «Спасибо, родная»
- «Время»
- «Бей сильнее»
- «Уходи»
- «Она»
- «Сожжены мосты» (ft EDGAR)
- «Ни чужих ни лишних» (ft. Miko)
- «Мы останемся здесь навсегда»
- «Я Тебя Ненавижу»
- «Сомали в снегу», под псевдонимом Сомали в снегу
- «Люцифер голодный», под псевдонимом Сомали в снегу
- «#мневсепокер»
- «Голос»
- «Остров»
- «Скрипка»